# Zulassungssteuer
Die Zulassungssteuer ist eine Abgabe, die von einigen Ländern – zusätzlich zur Mehrwertsteuer – einmalig in Verbindung mit der Zulassung eines Pkw oder Lkw erhoben wird, ungeachtet ihrer Bezeichnung (Registrierungsabgabe, Anmeldesteuer, Verbrauchsteuer, Ökobonus/Ökomalus-System usw.). Sie umfasst jedoch nicht die Verwaltungsgebühren für die Zulassung eines Fahrzeugs oder die Kosten für technische Inspektionen.

## Bemessungsgrundlage
Bei der Bestimmung der Abgabe gelten verschiedene Bemessungsgrundlagen und Kombinationen davon. Häufigste Bemessungsgrundlage ist der Kaufpreis des Fahrzeugs. In einigen Ländern werden die Antriebsart, die Motorleistung, das Alter und/oder das Gewicht des Fahrzeugs sowie die Sicherheitsausstattung als Bemessungsgrundlage herangezogen. Einige Länder berücksichtigen mit dem Kraftstoffverbrauch ökologische Aspekte. In anderen Ländern weist die Abgabe regionale Unterschiede auf. In wieder anderen Ländern werden für die Bemessung der Abgabe technische Merkmale der Fahrzeuge umgerechnet (Engine Rating).

## Zulassungssteuer auf Pkw
Die Abgabe ist (Stand: 2005) in Griechenland, den Niederlanden, Österreich, Polen, Slowenien, Spanien und Ungarn eine Wertsteuer auf den Nettopreis; in Dänemark, Finnland, Irland und Malta wird sie auf den Bruttopreis (inkl. Umsatzsteuer) erhoben. Dabei wird in allen Ländern, die eine Wertsteuer erheben, ein zweidimensionaler Tarif angewendet oder ein Abschlag auf die Bemessungsgrundlage vorgenommen, die von den Merkmalen des Fahrzeuges abhängen.
Als Mengensteuer ist die Abgabe in Belgien, Frankreich, Italien, Lettland, Norwegen, Polen und Zypern ausgestaltet.
Über alle Länder betrachtet reicht die Abgabe für ein Fahrzeug der Mittelklasse bis zu 105 / 180 % (in Dänemark).
In den Ländern, die eine Verwaltungsgebühr bei der Zulassung von Personenkraftwagen erheben, beträgt diese bis zu 170 €.
| Land                   | Zulassungssteuer/Registrierungssteuer                           |
| BELGIEN                | Taxe de mise en circulation / Belasting op de inverkeerstelling |
| TSCHECHISCHE REPUBLIK  | entfällt                                                        |
| DÄNEMARK               | Registreringsafgift af motorkøretøjer                           |
| DEUTSCHLAND            | entfällt                                                        |
| ESTLAND                | Autoregistreerimislõiv                                          |
| GRIECHENLAND           | Τέλη ταξινόμησης                                                |
| SPANIEN                | Impuesto de matriculación                                       |
| FRANKREICH             | entfällt                                                        |
| IRLAND                 | Vehicle registration tax                                        |
| ITALIEN                | Imposta provinciale di trascrizione (IPT)                       |
| ZYPERN                 | Φόρος κατανάλωσης                                               |
| Kroatien               | Posebni porez na motorna vozila                                 |
| LETTLAND               | Automobiļu un motociklu nodoklis                                |
| LITAUEN                | Kelių transporto priemonių registravimo mokestis                |
| LUXEMBURG              | entfällt                                                        |
| UNGARN                 | Regisztrációs adó / Átírási illeték                             |
| MALTA                  | Taxxa ta’ registrazzjoni ta’ vetturi bill-mutur                 |
| NIEDERLANDE            | Belasting Personenauto's en Motorrijwielen                      |
| ÖSTERREICH             | Normverbrauchsabgabe                                            |
| POLEN                  | Opłata rejestracyjna                                            |
| PORTUGAL               | Imposto Automovel                                               |
| SLOWENIEN              | Davek na motorna vozila                                         |
| SLOWAKISCHE REPUBLIK   | entfällt                                                        |
| FINNLAND               | Autovero/bilskatt                                               |
| SCHWEDEN               | entfällt                                                        |
| VEREINIGTES KÖNIGREICH | entfällt                                                        |

## Zulassungssteuer auf Lkw
Neben der Mehrwertsteuer beim Kauf wird in einigen Mitgliedstaaten der EU auch eine Abgabe für die Verkehrszulassung von Lkw erhoben.

## Zulassungssteuer auf Sportboote
In Spanien ist auf bestimmte Sportboote 'Impuesto de Matriculación' (Anmeldesteuer) zu entrichten.

## Andere Steuern im Zusammenhang mit Kraftfahrzeugen
Der Halter eines zum Verkehr zugelassenen Pkws oder Lkws hat in fast allen Staaten periodisch eine Kraftfahrzeugsteuer zu entrichten. Zusätzlich sind in einigen Ländern Steuern auf die Versicherungsprämien (z. B. zur Haftpflichtversicherung oder zur Vollkaskoversicherung) zu zahlen. In mehreren Ländern werden steuerähnliche Abgaben auf die Haftpflichtprämien für bestimmte Fahrzeugarten erhoben.
→ Versicherungsteuer (Deutschland)

## EU-Recht
Eine Zulassungssteuer wird nicht deshalb erhoben, weil die Grenze des Mitgliedstaats, der sie eingeführt hat, überschritten wird, sondern anlässlich der ersten Zulassung des Fahrzeugs auf dem Gebiet dieses Staates. Sie gehört zu einem allgemeinen System von Abgaben auf Waren und ist daher nach den Maßstäben des Artikels 90 EG zu prüfen.
Die Besteuerung von Kfz ist in der EU nicht harmonisiert. Jeder Mitgliedstaat ist daher frei, eine Zulassungssteuer zu erheben, sofern nicht gegen andere vertragliche Regelungen verstoßen wird. Nach ständiger Rechtsprechung des EuGH kann ein Mitgliedstaat ein Kraftfahrzeug, das in einem anderen Mitgliedstaat zugelassen ist, mit einer Zulassungssteuer belegen, wenn dieses Kraftfahrzeug im Gebiet des erstgenannten Mitgliedstaats im Wesentlichen dauerhaft genutzt werden soll.